# Marcus Harris
Marcus Harris (* 19. April 1964 in der Grafschaft Middlesex, England) ist ein britischer Schauspieler. Er wurde Ende der 1970er Jahre durch die Rolle des Julian Kirrin aus der Fernsehserie Fünf Freunde europaweit bekannt.

## Leben
Marcus Harris’ Eltern begeisterten sich für das Laienschauspiel. So kam es, dass er schon mit drei Jahren seine Bühnenkarriere begann. Als er zehn war, zog seine Familie von der Grafschaft Middlesex nach Oxfordshire. Dort trat er ungefähr 1976 dem Ensemble des Henley Youth Theatre bei und erwarb damit seine eigentliche schauspielerische Ausbildung.
Bald darauf bekam er eine Hauptrolle in der Fernsehserie Fünf Freunde. In der Serie verkörperte er Julian Kirrin, einen Jungen, der unter seinen Freunden wahre Führungsqualitäten beweist. In den Jahren 1978 bis 1979 wurde die Serie erstmals ausgestrahlt. Sie war insbesondere in Deutschland recht erfolgreich und wurde mehrfach wiederholt. Durch diesen Erfolg wurde Harris europaweit bekannt. Doch nach dem Ende der Serie blieben attraktive Schauspielangebote aus und er kehrte in sein gewohntes Leben zurück. Aber er zeigte kein wirkliches Interesse mehr an der Schule und brach sie mit 16 Jahren ab. Im Laufe der Zeit wurde Harris ein erfolgreicher Geschäftsmann. Er leitete eine Computer-Software-Firma, eine Kette von Sportgeschäften und wurde schließlich Besitzer einer Beratungsfirma. Er engagierte sich politisch und wurde 2006 der zweite Bürgermeister seines Heimatortes Wallingford.
2007 spielte er in einer Dokumentation zum Buch Der Goldene Kompass, namens Beyond The Golden Compass, Lord Asriel.
Am Ende des Jahres 2008 war er in einem Fernseh-Special anlässlich des 50-jährigen Bestehens des Senders Independent Television (ITV) im Süden Englands zu sehen. Hier traf er sich mit seiner Schauspielkollegin Jennifer Thanisch aus der Serie Fünf Freunde und sprach über die damaligen Dreharbeiten. Das Special wurde in den Nachrichtenprogrammen von Meridian Tonight und Thames Valley Tonight ausgestrahlt.
Ein Jahr später spielte er in einigen Werbespots sowie in einigen Theaterinszenierungen mit, darunter auch Der gestiefelte Kater (Puss in Boots) wo er einen Oger darstellte. Im Dezember 2009 verkaufte Marcus Harris sein Geschäft und widmet sich seitdem wieder verstärkt der Schauspielerei.
Die 2010 erschienene Fünf Freunde Collector's Edition enthält ein ca. 80-minütiges Interview mit Marcus Harris und Synchronsprecher Oliver Rohrbeck (= deutsche Stimme des Julian aus der TV-Serie Fünf Freunde), in dem beide aus heutiger Sicht (2010) über ihre Erlebnisse während der Produktion der TV-Serie Fünf Freunde in den Jahren 1978–1979 und die Jahre danach berichten: Julian trifft Julian (Marcus Harris trifft seine deutsche Stimme).
Im deutschen Kinofilm Fünf Freunde, der Ende Januar 2012 in die Kinos kam, ist ein Cameo-Auftritt von Marcus Harris zu sehen.
Über Marcus Harris’ Privatleben ist wenig bekannt, er hat mindestens zwei Kinder.

## Filmografie
- 1978–1979: Fünf Freunde (Fernsehserie)
- 1997–2010: Inspector Barnaby (Midsomer Murders) in einigen Episoden seit 2006 als Polizist
- 2007: Beyond The Golden Compass als Lord Asriel
- 2012: The World of Hemingway (Fernsehfilm)
- 2012: Fünf Freunde (Kinofilm)
- 2015: Souljacker
- 2016: Siren Song